# 阿东
阿东（法語：Adon，法語發音：[adɔ̃]）是法国卢瓦雷省的一个市镇，位于该省东南部，属于蒙塔日区。

## 地理
阿东（47°45'47"N, 2°47'45"E）面积24.65 平方千米，位于法国中央-卢瓦尔河谷大区卢瓦雷省，该省份为法国中北部省份，北起埃松省，西北接厄尔-卢瓦省，西南接卢瓦-谢尔省，南至涅夫勒省和谢尔省，东临约讷省，东北接塞纳-马恩省。
与阿东接壤的市镇（或旧市镇、城区）包括：圣热纳维耶韦-代布瓦、布瓦莫朗、拉比西耶尔、卢万河畔达马里、埃斯克里涅勒、加蒂奈地区凡。

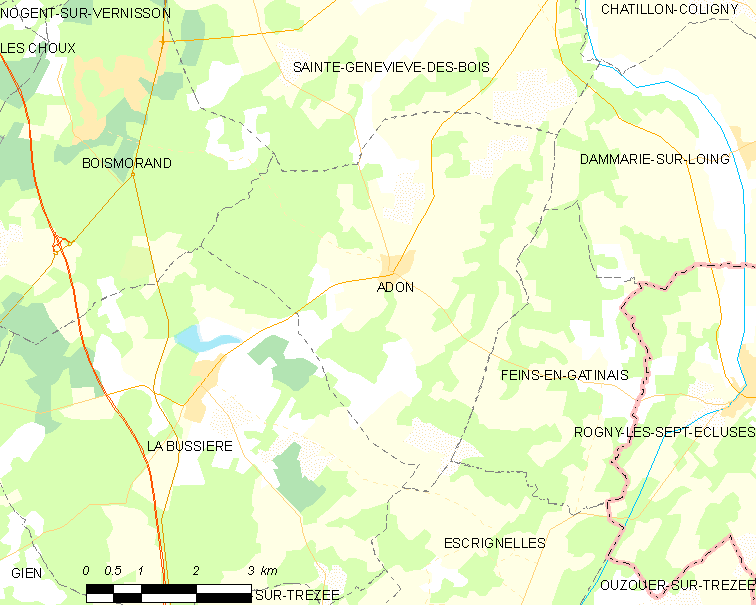
阿东的OSM定位图

阿东的时区为UTC+01:00、UTC+02:00（夏令时）。

## 行政
阿东的邮政编码为45230，INSEE市镇编码为45001。

## 政治
阿东所属的省级选区为日安县。

## 人口

1962-2008年间阿东人口变化图示

阿东于2022年1月1日时的人口数量为192人。